# Ютта Бабенбергская
Ю́тта Ба́бенбергская (нем. Jutta von Babenberg, итал. Giuditta di Babenberg; около 1115, Вена, маркграфство Австрия — после 1178, Казале-Монферрато, маркграфство Монферрато) — принцесса из дома Бабенбергов, дочь Леопольда III Святого, маркграфа Австрии. Жена маркграфа Вильгельма V Старого; в замужестве — маркграфиня Монферрато.

## Происхождение
Родилась в Вене, в маркграфстве Австрия. Точная дата её рождения не установлена. Известно, что она родилась между 1110 и 1120 годами, поэтому условно за дату её рождения был принят 1115 год. Также существует несколько вариантов её имени: Ютта — краткая форма имени Юдитта или Юдифь. В некоторых источниках она именуется Юлиттой или Итой.
Ютта была дочерью маркграфа Австрии Леопольда III Святого и Агнессы фон Вайблинген, принцессы из Франконской династии. Отец Ютты был канонизирован Римско-католической церковью и провозглашён святым покровителем Вены и всей Австрии. По отцовской линии она приходилась внучкой маркграфу Австрии Леопольду II Красивому и Иде фон Рательберг. По материнской линии была внучкой императора Генриха IV и Берты Савойской. Ютта была младшей сестрой летописца Отто из Фрейзинга и единоутробной сестрой Конрада III, первого короля Германии. Император Фридрих I Барбаросса приходился ей племянником.

## Брак и потомство
В исторических источниках первое упоминание о ней, как о супруге маркграфа Вильгельма V Старого, относится к марту 1133 года. Для дома Алерамичи брак Вильгельма и Ютты имел важное династическое значение. Через этот союз маркграф Монферрато породнился с императором Священной Римской империи и стал его верным союзником на территории Италии. Ютта же через супруга стала свояченицей французского короля Людовика VI Толстого. Супруг маркграфини постоянно участвовал в военных кампаниях того времени. Однако это не помешало им стать многодетной семьёй. Умерла после 1178 года, вероятно в Казале-Монферрато.
В семье Вильгельма V Старого и Ютты родились десять детей — шесть сыновей и четыре дочери:
- Вильгельм (1140—1177), граф Яффы и Аскалона, отец Балдуина V, короля Иерусалима;
- Конрад (1145—1192), сеньор Тира с 1187 года, маркграф Монферрато с 1191 года, король Иерусалима в 1192 году;
- Бонифаций (1150—1207), маркграф Монферрато с 1191 года, один из руководителей IV крестового похода, король Фессалоник с 1204 года;
- Фридрих, епископ Альбы;
- Аделазия (1160—1232), супруга Манфреда II, маркграфа Салуццо;
- Ренье (1163—1182), кесарь Византии с 1180 года, супруг Марии Комниной, дочери императора Мануила I Комнина;
- Агнесса (ум. 1202), супруга Гвидо III Гверра, графа Гвиди, в 1180 году развелась и удалилась в монастырь;
- Оттон (ум. 1251), кардинал, епископ Порто;
- Беатриса, супруга Энрико I дель Карретто, маркграфа Савоны;
- Дочь, неизвестная по имени, супруга маркграфа Оберто ди Маласпина[1].

## В культуре
В 1485 году после канонизации Леопольда III монастырем Клостернойбург было заказано 8-метровое изображение фамильного дерева святого, выполненное в виде триптиха. В центральной части изображена мужская часть родственников Леопольда, а по сторонам их жены и дочери в костюмах XV века, в частности портрет Ютты. Произведение было завершено в 1492 году и располагалось над могилой святого, в настоящее время демонстрируется в музее монастыря.